# الديمقراطيون المسيحيون (السويد)
الديمقراطيون المسيحيون هو حزب سياسي في السويد، أسسه عام 1964م Lewi Pethrus.
رئيس الحزب هو ايبا بوش تور.
ينشر الحزب Kristdemokraten.
المنظمة الشبابية للحزب هي Kristdemokratisk Ungdom.
في الانتخابات البرلمانية لعام 2006 حصل الحزب على 365998 صوت (6.59%, 24 مقعد).
للحزب مقعدان في البرلمان الأوروبي.

## مواقع خارجية
- www.kristdemokraterna.se